# Egmating
Egmating è un comune tedesco di 2 035 abitanti, situato nel land della Baviera.